# Блокада Луганской пограничной базы
Блокада Луганской пограничной базы — вооружённое нападение на управление Луганского пограничного отряда Государственной пограничной службы Украины на окраине Луганска, организованное формированиями непризнанной Луганской Народной Республики (ЛНР) 2-4 июня 2014 года, завершившееся передислокацией личного состава пограничного отряда и захват силами ЛНР здания управления.

## Ход событий
В ночь с 1 на 2 июня 2014 года, примерно в 00:30, к управлению Луганского пограничного отряда прибыло около 100 вооружённых людей, окруживших территорию базы. Первая атака с применением стрелкового оружия началась около 4 часов утра и продолжалась примерно 40 минут. Пограничникам удалось отбить атаку. К семи часам утра к сепаратистам подошло подкрепление численностью около 400 человек. Они рассредоточились в окрестных жилых домах и начали обстрел базы с крыш домов и из окон квартир. Обстрел вёлся из стрелкового оружия и РПГ.
Ожесточённая перестрелка продолжалась целый день, но нападавшим так и не удалось захватить здание управления. Во время боя семь пограничников было ранено.
3 июня ситуация была более спокойной, но сепаратисты продолжали осаждать базу. По словам представителя пограничной службы, среди осаждавших были казаки. Он также сказал, что обороняющиеся не получили поддержки от ВСУ. Народный губернатор Луганска Валерий Болотов заявил, что если пограничники не сдадутся к вечеру, то их «сотрут с лица земли».
4 июня пограничники по приказу командования оставили базу и были передислоцированы. Сепаратисты захватили боеприпасы, хранившиеся в здании, и позволили пограничникам уйти. Сепаратисты также захватили ещё одну пограничную базу в Свердловске.